# 12 обезьян (фильм)
«12 обезьян» (англ. 12 Monkeys) — фантастический фильм 1995 года режиссёра Терри Гиллиама c Брюсом Уиллисом и Мэделин Стоу в главных ролях. Сюжет рассказывает о путешественнике из мрачного будущего, который пытается выяснить причину эпидемии, в будущем почти уничтожившей человечество. Вдохновением для фильма послужила «Взлётная полоса» французского режиссёра Криса Маркера.

## Сюжет
К 2035 году неизлечимый вирус уничтожил пять миллиардов человек, то есть большую часть населения Земли, а оставшиеся вынуждены жить под землёй. Уголовник по имени Джеймс Коул (Брюс Уиллис), осуждённый на 25 лет за дерзость и неподчинение властям, был выбран «добровольцем» для отправки на поверхность за сбором образцов биологической жизни в покинутом городе под предлогом сокращения срока или амнистии в случае, если он оправдает доверие. Его друг Хосе в соседней клетке уговаривает его не бунтовать, говоря о малой надежде на благополучный исход.
Коул проходит обследование и выходит на поверхность для сбора образцов. После успешного возвращения ему предлагают более опасную работу (но взамен, как и говорили, обещают помилование) — он должен отправиться в опасное путешествие на машине времени в 1996 год, когда началась страшная эпидемия.
По ошибке Коул попадает в Балтимор 1990 года, где его принимают за психически больного, так как он оказывается обнажённым посреди улицы, ведёт себя неадекватно, дезориентирован в месте и во времени, кричит о неких вирусах. Сталкиваясь с полицией, оказывает сопротивление. В итоге его задерживают, вкалывают большую дозу стелазина, а затем помещают в психиатрическую клинику под наблюдение молодого врача-психиатра Кэтрин Рэйли (Мэделин Стоу). Там Коул знакомится с Джеффри (Брэд Питт), борцом за права животных и сыном известного учёного-вирусолога, и безуспешно пытается предупредить людей о грозящей опасности. Коул подозревает, что именно Джеффри планирует выпустить вирус. Он предстаёт перед консилиумом врачей, где пытается доказать свою историю, позвонив по номеру для связи. Затем Коул пытается бежать при помощи ключа, изготовленного Джеффри, но его ловят и помещают в карцер, где он слышит голос, который называет его Боб. Коул исчезает из карцера, что приводит в недоумение сотрудников больницы. Он вновь в 2035 году.
Вернувшись, он рассказывает о случившемся, однако им недовольны. Власти дают Коулу ещё один шанс, его вновь отправляют в 1996 год, но опять ошибаются, и он попадает в окопы во времена Первой мировой войны, где встречает другого посланца, своего приятеля Хосе, с которым сидел в тюрьме, и получает ранение в ногу.
Далее Коул наконец попадает в 1996 год, находит своего врача и похищает её после лекции, на которой она рассказывает о синдроме Кассандры.
Кэтрин и Коул едут в Филадельфию, чтобы найти следы группы  «12 обезьян». По дороге они останавливаются в мотеле, где Коулу снится сон, в котором он видит Кэтрин с другой причёской. Проснувшись, он говорит Кэтрин, что видел её ещё до их знакомства, но не знал, что это она. Они продолжают путь в город. Одновременно с этим по радио сообщают про мальчика, упавшего в скважину, ради которого организована спасательная операция. Коул говорит, что ребёнком очень переживал за него, но на самом деле мальчик всё время прятался в сарае. Кэтрин ему не верит и не придаёт значения его словам.
По приезде в город Коул просит Кэтрин остановить машину, после чего срывает со стен листовки, показывая ей нарисованные символы группы двенадцати обезьян (подпольной «Армии 12 обезьян»). Коул бросается по следу из красных символов и тащит Кэтрин за собой. По дороге они видят бродячего проповедника, который признаёт в Коуле одного из путешественников во времени, который называет его Боб. Он говорит, что учёные прячут передатчики в зубах, так они отслеживают путешественников во времени. В поисках улик Кэтрин и Коул сталкиваются с грабителями в старом театре. Коул убивает их. Кэтрин и Коул добираются до офиса FAA, где находятся члены группы Джеффри — борцы за права животных. Коул получает от них некоторые сведения о планах Джеффри. Коул и Кэтрин угоняют машину членов FAA, взамен угнанной машины Кэтрин, и уезжают из города в лес. Там Кэтрин вытаскивает из его ноги пулю, после чего помогает ему добраться до особняка отца Джеффри. Он встречается с Джеффри, затем бесследно исчезает перед самым появлением полиции.
Кэтрин рассказывает полиции о случившемся, сообщая, что Коул защищал её от насильников. Кроме того, по телевизору сообщается, что мальчик, упавший в скважину, был найден в сарае неподалёку. Кэтрин получает звонок из полиции. Ей сообщают, что проведённая баллистическая экспертиза признала переданную ею пулю раритетной, времён начала XX века. Сопоставив факты вместе, Кэтрин начинает верить всему, что рассказал ей Коул. Понимая всю серьёзность ситуации, она судорожно перебирает материалы своей книги и обнаруживает на одном из фото Первой мировой войны раненого солдата, оказавшимся Хосе, а на заднем плане Коула.
Кэтрин ищет «Армию 12 обезьян», возвращаясь к офису FAA, и оставляет на стене надпись красным баллончиком. Внезапно она вновь встречает Коула на улице рядом. Кэтрин забирает Коула, уводит его от полиции в ближайший отель. В отель прибывает местный сутенёр, считающий Кэтрин проституткой, а Коула — её клиентом. Коул избивает сутенёра. Затем он удаляет себе зубы с передатчиком, как советовал ему бродяга, так как хочет остаться в этом времени вместе с Кэтрин. Они забирают наличные деньги сутенёра, покупают новые вещи и накладывают грим прямо в кинотеатре. Кэтрин признаёт, что раз ничего нельзя изменить, нужно получать удовольствие от сложившейся ситуации. Они решают улететь к океану и следующим утром едут в аэропорт. По дороге они видят последствия действий «Армии 12 обезьян», которые пробрались в зоопарк ночью и выпустили всех животных. В аэропорту Коул делает звонок по телефону, сообщая о непричастности «обезьян» к произошедшему. И вновь Коул встречает Хосе, который говорит, что он герой. Кроме того, Хосе передаёт ему пистолет и говорит, что он должен завершить дело, убив виновника. Коул видит вокруг других путешественников во времени и понимает, что у него нет выбора.
Оказывается, что вирус выпускает не безумный сын вирусолога Гоинса, а его не менее безумный ассистент доктор Питерс, присутствовавший на лекциях Кэтрин. Коул понимает это слишком поздно — злоумышленник отправляется в «командировку» с образцами вируса, чтобы распространить его по планете, открыв первый контейнер прямо в аэропорту. Там же его почти настигают Коул и Кэтрин. Однако им мешает пробиться к нему огромная очередь. Коул, наконец вырвавшийся из очереди, бросается вдогонку за злоумышленником, на ходу доставая пистолет, но подоспевшие полицейские открывают по нему огонь. Злоумышленник скрывается. Коул погибает на глазах у маленького мальчика, который с родителями ждёт в аэропорту самолёт. Этот мальчик — сам Коул, и эта сцена будет преследовать его во снах всю жизнь, о чём он сообщал Кэтрин ранее. Она находит мальчика глазами и улыбается ему сквозь слёзы. Эпидемия становится необратимой, но рядом со злоумышленником в салоне самолёта садится женщина — одна из учёных будущего, отправивших Коула. Визуально, ей столько же лет, что и в будущем. Она представляется: «Меня зовут Джонс. Я из страховки» (игра слов, можно перевести как «для подстраховки»).
Фильм заканчивается тем, что маленький Коул и его родители садятся в машину. Он смотрит куда-то вдаль, и его глаза показаны крупным планом — точно так же, как в первом кадре фильма.

## В ролях
- Брюс Уиллис — Джеймс Коул, заключённый, согласившийся на участие в программе по изучению вируса посредством перемещения во времени.
- Мэделин Стоу — Кэтрин Рэйли, молодой врач-психиатр, которая, сама того не зная, изучает работу людей, подобных Коулу, считая их действия разновидностью психоза.
- Брэд Питт — Джеффри Гоинс, сын вирусолога, ярый защитник животного мира.
- Джозеф Мелито — юный Коул.
- Джон Седа — Хосе, приятель Коула, также соглашается на участие в программе, получает свою амнистию.
- Фрэнк Горшин — доктор Флетчер.
- Дэвид Морс — доктор Питерс, помощник Гоинса, причина эпидемии, которая унесла жизни миллиардов людей.
- Кристофер Пламмер — доктор Гоинс
- Кристофер Мелони — лейтенант Хэлперин
- Лиза Гэй Хэмилтон — Тэдди
- Кэрол Флоренс[англ.] — женщина в аэропорту
- Томас Рой[англ.] — бродячий проповедник

## Съёмки
В основу сценария картины положен единственный игровой фильм документалиста Криса Маркера Взлётная полоса (фильм, 1962)  (фр. La Jetée), хотя режиссёр «12 обезьян» Терри Гиллиам в интервью английскому кинокритику Иэну Кристи утверждает, что он не видел фильм Маркера, когда снимал «12 обезьян». При этом следует отметить, что Гиллиам просматривал изданную книгу фотографий с закадровым текстом, который идёт в фильме. Сам Маркер впоследствии так отзывался о фильме Гиллиама: «Воображение Терри богато само по себе, поэтому нет никакой нужды в сравнениях. Разумеется, на мой взгляд, „12 обезьян“ — великолепный фильм…».
Съёмки проходили с 8 февраля по 6 мая 1995 года в Филадельфии и Балтиморе. Во время съёмок не раз возникали сложности из-за погодных условий зимой и сложных механизмов, использованных для создания атмосферы будущего. В связи с тем, что фильм имеет нелинейный сюжет, не раз допускались ошибки и некоторые сцены пришлось переснимать. Гиллиам получил травму, катаясь на лошади. Несмотря на возникшие в ходе съёмок сложности, режиссёру удалось не выйти за рамки бюджета, съёмки продлились лишь на одну неделю больше. Художник-постановщик Джеффри Бикрофт признался в том, что снимать этот фильм было тяжело и дело было не в недостатке денег или времени, а в режиссёре Гиллиаме, который изо всех сил пытался не выйти за рамки бюджета, так как ранее получал за это нагоняи.
Так как создатели фильма не имели возможности снимать в павильонах, они нашли заброшенные здания, памятники архитектуры, в которых съёмка была разрешена. Финальная сцена снималась в Балтиморском аэропорту и Пенсильванском торговом центре. Съёмки в психиатрической больнице проходили в исправительном учреждении штата Пенсильвания в городе Филадельфия.

## Награды и номинации
- 1996 — 2 номинации на премию «Оскар»: лучшая мужская роль второго плана (Брэд Питт), лучший дизайн костюмов (Джули Уайсс).
- 1996 — премия «Золотой глобус» за лучшую мужскую роль второго плана (Брэд Питт).
- 1996 — 3 премии «Сатурн»: лучший научно-фантастический фильм, лучшая мужская роль второго плана (Брэд Питт), лучшие костюмы (Джули Уайсс), а также 4 номинации: лучший режиссёр (Терри Гиллиам), лучшая мужская роль (Брюс Уиллис), лучшая женская роль (Мэделин Стоу), лучший сценарий (Дэвид Вебб Пиплз, Джанет Пиплз).
- 1996 — номинация на премию канала «MTV» за лучшую мужскую роль (Брэд Питт).